# René Mathurin Clemenceau de la Lande
Pour les articles homonymes, voir Clemenceau (homonymie).
René Mathurin Clemenceau de la Lande, né le 1er juillet 1755 à Montjean-sur-Loire et mort dans la même ville le 6 août 1821, est un député de Maine-et-Loire, membre du Conseil des Cinq-Cents.

## Biographie
René Mathurin Clemenceau de la Lande est un partisan de la Révolution française qui le conduit à participer aux évènements révolutionnaires à Paris. Avocat au Parlement de Paris, il était alors président du tribunal de Beaupréau dans les Mauges. Il regagne l'Anjou en 1791 pour propager les idées nouvelles. Il est élu député du département de Maine-et-Loire à l'Assemblée législative, le 9 septembre 1791 dans le camp de la Majorité réformatrice, jusqu'au 20 septembre 1792. 
René Mathurin Clemenceau de la Lande siège de nouveau comme député de Maine-et-Loire au Conseil des Cinq-Cents, l'une des deux assemblées législatives françaises du Directoire, avec le Conseil des Anciens, instituée par la Constitution de l'an III, adoptée par la Convention thermidorienne le 22 août 1795, et entrée en vigueur le 23 septembre 1795, du 14 avril 1799 au 26 décembre 1799 dans le camp des Modérés.
Le coup d'État du 18 brumaire le ramena en Anjou. Il y exerça, jusqu'à sa mort, les fonctions de juge de paix à Montjean-sur-Loire.

## Sources
- « René Mathurin Clemenceau de la Lande », dans Adolphe Robert et Gaston Cougny, Dictionnaire des parlementaires français, Edgar Bourloton, 1889-1891 [détail de l’édition]